# Mayoría cualificada en la Unión Europea
La mayoría cualificada en la Unión Europea (MC) corresponde al sistema de doble mayoría reforzada de Estados y de población que debe alcanzarse en el Consejo de la Unión para la adopción ordinaria de la legislación y algunas decisiones ejecutivas (ajenas a la Comisión), esto es, cuando las votaciones se llevan a cabo sobre la base del artículo 16 del Tratado de la Unión Europea (TUE).
| Área política                                            | Base jurídica en los Tratados |
| -------------------------------------------------------- | ----------------------------- |
| Iniciativas subsidiarias del Alto Representante          | 15 b) TUE                     |
| Agencia Europea de Defensa                               | 28 D2 TUE                     |
| Libertad de establecimiento                              | 47.2 TFUE                     |
| Regulación del trabajo autónomo                          | 47.2 TFUE                     |
| Libertad, seguridad y justicia; cooperación y evaluación | 61C g) TFUE                   |
| Control de fronteras de la Unión                         | 62 TFUE                       |
| Asilo                                                    | 63 TFUE                       |
| Inmigración                                              | 69 a) TFUE                    |
| Iniciativas para la prevención del crimen                | 69 c) TFUE                    |
| Eurojust                                                 | 69 d) TFUE                    |
| Cooperación policial                                     | 69 f) TFUE                    |
| Europol                                                  | 69 g) TFUE                    |
| Transporte                                               | 71.2                          |
| Organización del Banco Central Europeo                   | 107.3 y 245 b) TFUE           |
| Cultura                                                  | 151 TFUE                      |
| Fondos estructurales y de cohesión                       | 161 TFUE                      |
| Organización del Consejo                                 | 201 b) TFUE                   |
| Organización del Tribunal de Justicia                    | 245, 224 a), 225 a) TFUE      |
| Libre circulación de trabajadores                        | 42 TFUE                       |
| Seguridad social                                         | 42 TFUE                       |
| Cooperación judicial penal                               | 69 a) TFUE                    |
| Derecho penal                                            | 68 b) TFUE                    |
| Organización del Consejo Europeo                         | 9B.5                          |
| Elección del presidente del Consejo Europeo              | 15.5 TUE                      |
| Elección del Alto Representante                          | 9E.1 TUE                      |
| Financiación de la PESC                                  | 28 TUE                        |
| Retirada de un Estado miembro                            | 50.2 TUE                      |

Desde el Tratado de Lisboa dicho artículo 16 del TUE prescribe en sus apartados 3º y 4º que:

Tratado de Lisboa; TUE
3. El Consejo se pronunciará por mayoría cualificada, excepto cuando los Tratados dispongan otra cosa.
4. A partir del 1 de noviembre de 2014, la mayoría cualificada se definirá como un mínimo del 55 % de los miembros del Consejo que incluya al menos a quince de ellos y represente a Estados miembros que reúnan como mínimo el 65 % de la población de la Unión.
Una minoría de bloqueo estará compuesta por al menos cuatro miembros del Consejo, a falta de lo cual la mayoría cualificada se considerará alcanzada.
Las demás modalidades reguladoras del voto por mayoría cualificada se establecen en el apartado 2 del artículo 238 del Tratado de Funcionamiento de la Unión Europea.

El sistema anteriormente transcrito, que proviene originariamente de la Constitución Europea, fue establecido por la Convención constituyente con el fin de dotar de mayor transparencia y claridad al método de votación, además de adecuarlo a una estructura más democrática al sustituir la previa atribución de votos fijos por Estado, vigente desde Niza, por la regla general de cómputo de poblaciones, que se inspira en principios más democráticos al reflejar directamente el peso demográfico de cada Estado, compensado por la otra mayoría requerida (la del número de Estados miembros) y por un complejo sistema de balances, conocido con el nombre de "minorías de bloqueo", al que el artículo antes referido hace somera mención en su apartado 4º.

## Historia
| Comparación de los sistemas de voto ponderado del Consejo | Comparación de los sistemas de voto ponderado del Consejo | Comparación de los sistemas de voto ponderado del Consejo | Comparación de los sistemas de voto ponderado del Consejo | Comparación de los sistemas de voto ponderado del Consejo |
| --------------------------------------------------------- | --------------------------------------------------------- | --------------------------------------------------------- | --------------------------------------------------------- | --------------------------------------------------------- |
| Población en millones (2009)                              |                                                           |                                                           |                                                           |                                                           |
| Estado                                                    | Tratado de Lisboa (población)                             | Tratado de Lisboa (población)                             | Tratado de Niza (voto fijo)                               | Tratado de Niza (voto fijo)                               |
| Alemania                                                  | 82                                                        | 16.5 %                                                    | 29                                                        | 8.4 %                                                     |
| Francia                                                   | 64                                                        | 12.9 %                                                    | 29                                                        | 8.4 %                                                     |
| Reino Unido                                               | 62                                                        | 12.4 %                                                    | 29                                                        | 8.4 %                                                     |
| Italia                                                    | 60                                                        | 12.0 %                                                    | 29                                                        | 8.4 %                                                     |
| España                                                    | 45                                                        | 9.0 %                                                     | 27                                                        | 7.8 %                                                     |
| Polonia                                                   | 38                                                        | 7.6 %                                                     | 27                                                        | 7.8 %                                                     |
| Rumanía                                                   | 21                                                        | 4.3 %                                                     | 14                                                        | 4.1 %                                                     |
| Países Bajos                                              | 17                                                        | 3.3 %                                                     | 13                                                        | 3.8 %                                                     |
| Grecia                                                    | 11                                                        | 2.2 %                                                     | 12                                                        | 3.5 %                                                     |
| Portugal                                                  | 11                                                        | 2.1 %                                                     | 12                                                        | 3.5 %                                                     |
| Bélgica                                                   | 11                                                        | 2.1 %                                                     | 12                                                        | 3.5 %                                                     |
| Rep. Checa                                                | 10                                                        | 2.1 %                                                     | 12                                                        | 3.5 %                                                     |
| Hungría                                                   | 10                                                        | 2.0 %                                                     | 12                                                        | 3.5 %                                                     |
| Suecia                                                    | 9.2                                                       | 1.9 %                                                     | 10                                                        | 2.9 %                                                     |
| Austria                                                   | 8.3                                                       | 1.7 %                                                     | 10                                                        | 2.9 %                                                     |
| Bulgaria                                                  | 7.6                                                       | 1.5 %                                                     | 10                                                        | 2.9 %                                                     |
| Dinamarca                                                 | 5.5                                                       | 1.1 %                                                     | 7                                                         | 2.0 %                                                     |
| Eslovaquia                                                | 5.4                                                       | 1.1 %                                                     | 7                                                         | 2.0 %                                                     |
| Finlandia                                                 | 5.3                                                       | 1.1 %                                                     | 7                                                         | 2.0 %                                                     |
| Irlanda                                                   | 4.5                                                       | 0.9 %                                                     | 7                                                         | 2.0 %                                                     |
| Lituania                                                  | 3.3                                                       | 0.7 %                                                     | 7                                                         | 2.0 %                                                     |
| Letonia                                                   | 2.2                                                       | 0.5 %                                                     | 4                                                         | 1.2 %                                                     |
| Eslovenia                                                 | 2.0                                                       | 0.4 %                                                     | 4                                                         | 1.2 %                                                     |
| Estonia                                                   | 1.3                                                       | 0.3 %                                                     | 4                                                         | 1.2 %                                                     |
| Chipre                                                    | 0.87                                                      | 0.2 %                                                     | 4                                                         | 1.2 %                                                     |
| Luxemburgo                                                | 0.49                                                      | 0.1 %                                                     | 4                                                         | 1.2 %                                                     |
| Malta                                                     | 0.41                                                      | 0.1 %                                                     | 3                                                         | 0.9 %                                                     |
| Total UE                                                  | 498                                                       | 100 %                                                     | 345                                                       | 100 %                                                     |

### Tratado de Niza
El propósito primario del Tratado de Niza era reformar la estructura institucional para afrontar la ampliación de la Unión Europea. En las conferencias intergubernamentales (CIG) de Maastricht y Ámsterdam ya se habían abordado varios problemas institucionales («los restos de Ámsterdam»), pero no se habían resuelto satisfactoriamente el tema del tamaño y la composición de la Comisión Europea (CE), la ponderación de los votos en el Consejo y la ampliación de la votación por mayoría cualificada.
Durante el Consejo Europeo de Niza en diciembre de 2000, Alemania había exigido tener mayor peso en el voto a causa de su mayor población, a lo cual se opuso Francia que insistió en que se mantuviera la tradicional paridad entre Francia y Alemania. Otra propuesta pretendía introducir la “doble mayoría” de Estados miembros y población para reemplazar el sistema de mayoría cualificada, a lo cual también se opuso Francia por razones similares. Por otra parte, en respuesta a las fracasadas sanciones contra el gobierno de Wolfgang Schüssel en Austria, impuestas después de que una coalición que incluía al partido de Jörg Haider llegase al gobierno, y a causa del temor de que los nuevos Estados miembros pudieran en el futuro poner en peligro la estabilidad de la Unión, el Consejo de Niza adoptó por primera vez normas formales para aplicar sanciones a un Estado miembro.
En lo referente al sistema de voto en el Consejo de la Unión Europea, el Tratado de Niza alcanzó un compromiso que consistía en una doble mayoría de Estados miembros y votos. Además un Estado miembro podría solicitar opcionalmente que se verificase que los países de voto afirmativo representaban una proporción suficiente de la población de la Unión.

### El Consejo tras el Tratado de Lisboa de 2007
El Tratado de Lisboa amplió de 36 a 87 las materias que se adoptarán por voto a mayoría cualificada. Aunque algunas áreas de la política todavía requieren decisiones unánimes (en particular en materia de política exterior, defensa y fiscalidad). A partir de 2014 empezó a aplicarse formalmente la doble mayoría (de un 55% de Estados miembros, con un mínimo de 15, que englobe a un 65% de la población), sin embargo Polonia podrá invocar el Tratado de Niza para lograr una minoría de bloqueo. Cuando el Consejo no actúa a propuesta de la Comisión, la mayoría necesaria de todos los países miembros se incrementa a 72%, mientras que en cuanto a la población se mantiene la misma exigencia. Para bloquear la legislación, al menos, 4 países tienen que estar en contra de la propuesta.

## Balance político
Debe apuntarse, pues, que como resultado del Tratado de Lisboa, el peso demográfico se erige en principal criterio de ponderación de voto, lo cual, sin perjuicio de su mayor proyección democrática, otorga un peso definitivo y creciente (es de esperar que el crecimiento demográfico, de progresión geométrica, sea siempre mayor en términos absolutos y relativos globales en los países con mayor población actual) a los grandes Estados, permitiendo además un histórico despegue de Alemania, como Estado más poblado de la Unión, con respecto de los demás miembros, que del séptimo (ordenados por población) -Holanda- en adelante pierden poder, cada vez más acusadamente. 

## Extensión de la votación por mayoría cualificada
El contrato celebrado en 2021 por la coalición alemana del Gobierno Scholz aboga por la extensión de la votación por mayoría cualificada. Ello, según el canciller alemán Olaf Scholz, no llevaría a una pérdida de soberanía nacional, sino todo lo contrario.